# Conus araneosus nicobaricus
Conus araneosus nicobaricus, beskriven av Christian Hee Hwass 1792, är en underart inom arten Conus araneosus, en havslevande snäcka som tillhör familjen kägelsnäckor. Snäckan blir omkring 3,5–10 cm lång. Den finns i nordöstra Indiska oceanen och vid Filippinerna.